# Ostlegionen

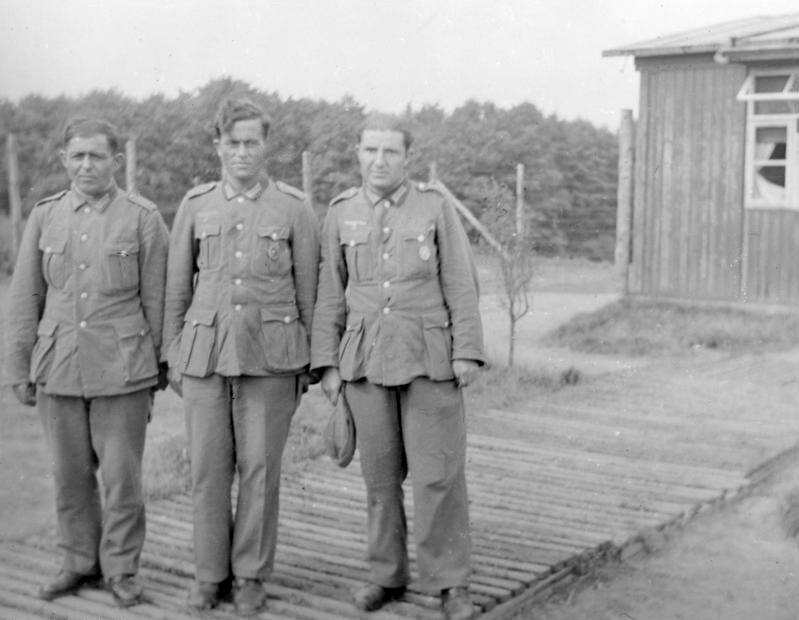
Armenische Freiwillige, 1941

Die Ostlegionen des Zweiten Weltkrieges waren, im Gegensatz zur Russischen Befreiungsarmee (Wlassow-Armee), ausschließlich aus Angehörigen der nichtrussischen Minderheitenvölker der Sowjetunion zusammengesetzte Verbände der deutschen Wehrmacht.
Dazu zählten militärische Verbände, die aus Kalmücken, Aserbaidschanern, Nordkaukasiern, Armeniern, Georgiern, Turkestanern, Krimtataren und Wolgatataren bestanden. Nicht zu verwechseln ist der Begriff der Ostlegionen mit jenem der Osttruppen, welcher die Gesamtheit aller Truppen aus dem sowjetischen Raum beschrieb, die in der Wehrmacht dienten, mit Ausnahme der baltischen und der ukrainischen Formationen.
Die Anzahl der Ostlegionäre, die von der sowjetischen auf die deutsche Seite wechselten, ist strittig. Nach sowjetischen Recherchen betrug die Zahl der Freiwilligen nicht mehr als 40.000 Mann, andere Angaben schätzen sie auf über 100.000.

## Aufstellung und Organisation
Am 22. Juni 1941 begann das Deutsche Reich mit dem Überfall auf die Sowjetunion den Krieg gegen die Sowjetunion. Zu diesem Zeitpunkt war die Aufstellung von russischen Verbänden bzw. Truppen von Minderheitenvölkern nicht vorgesehen (eine Ausnahme bildeten die Bataillone der „Legion Ukrainischer Nationalisten“). Laut dem Generalplan Ost sollte die Sowjetunion in einem Blitzkrieg niedergeworfen werden und danach als deutsches Ausbeutungs- und Kolonisationsgebiet dienen. Diese politische Konzeption Hitlers erlaubte kaum eine Kooperation mit der Bevölkerung der westlichen Sowjetrepubliken, selbst wenn diese darum bat, sich am Kampf gegen die Rote Armee beteiligen zu dürfen.
Als das Unternehmen Barbarossa scheiterte, fehlte es der Wehrmacht bald an Truppen, um den Sicherungsaufgaben im besetzten Gebiet nachzukommen. Die militärische Führung drängte deshalb bald darauf, einheimische Verstärkungen rekrutieren zu dürfen, was zunächst nur in geringem Umfang gestattet wurde, allerdings mit der Auflage, die Einheiten nicht an der Front zu verwenden. Erste baltische Einheiten wurden aus estnischen Einheiten im Rahmen der Sicherungsdivisionen der Heeresgruppe Nord aufgestellt, um polizeiliche Aufgaben zu übernehmen. Obwohl diese im November 1941 der SS unterstellt wurden, griff die Wehrmacht auf diese Verbände zurück, als sie dringend Reserven benötigte, um die sowjetische Winteroffensive aufzuhalten. Im Herbst 1941 kam es erstmals zu größeren Aktionen sowjetischer Partisanen im deutschen Hinterland. Um diese zu bekämpfen, wurden die Heeresgruppen am 6. Oktober 1941 ermächtigt, Kosaken-Hundertschaften aus Kriegsgefangenen zu rekrutieren, um diese im eigenen Hinterland einzusetzen. Die Rekrutierung dieser, der russischen Volksgruppe angehörigen Gefangenen, nahm bald größeren Umfang an, bis auf Betreiben Hitlers am 24. März 1942 die Aufstellung weiterer russischer Verbände untersagt wurde.
Dieses Verbot galt jedoch nicht für die Angehörigen der größtenteils muslimischen Minderheitenvölker der Sowjetunion. Hitler selbst war diesen gegenüber sehr viel positiver eingestellt, als gegenüber den sowjetischen Völkern. Er bezeichnete sie als die zuverlässigsten Nationen im Kampf gegen den Bolschewismus mit „größtenteils guten soldatischen Tugenden“. Nach einigen Bedenken wegen der Haltung der Türkei wurde schließlich auch die Aufstellung von Truppen christlicher Georgier und Armenier erlaubt. Es ist unklar, wer diese Entscheidung Hitlers maßgeblich herbeigeführt hat. Der Historiker Joachim Hoffmann vermutete, dass dies auf Bestrebungen der Wehrmacht und des Ostministeriums zurückzuführen war, die vielleicht von der Fürsprache der türkischen Generale Erden und Erkilet unterstützt wurden. Die Motivation zur Gründung dieser Verbände beschrieb der Chef des SS-Hauptamtes Gottlob Berger: „Endziel ist die Schaffung eines ‚Osttürkischen Korps‘ zur politischen und militärischen Sammlung aller turkstämmigen mohammedanischen antibolschewistischen Kräfte zum Zwecke der inneren Zersplitterung der Sowjetunion.“

### Das „Kommando der Ostlegionen“
| Legion                    | 1. Welle (Herbst 1942) | 2. Welle (Frühjahr 1943) | 3. Welle (Herbst 1943) | Gesamt |
| ------------------------- | ---------------------- | ------------------------ | ---------------------- | ------ |
| Turkistanische Legion     | 6                      | 5                        | 3                      | 14     |
| Aserbaidschanische Legion | 2                      | 4                        | 2                      | 8      |
| Nordkaukasische Legion    | 3                      | 1                        | 3                      | 7      |
| Georgische Legion         | 2                      | 4                        | 2                      | 8      |
| Armenische Legion         | 2                      | 4                        | 3                      | 9      |
| Wolgatartarische Legion   | 0                      | 3                        | 4                      | 7      |
|                           | 15                     | 21                       | 17                     | 53     |

Im Zuge der Formierung der Hundertschaften zur Partisanenbekämpfung war schon eine erste Einheit aus verschiedenen nicht-russischen Volksangehörigen im Bereich der Sicherungsdivision 444 aufgestellt worden. Dieses „Turk-Bataillon 444“, das zwischen Perekop und der Dneprmündung eingesetzt wurde, war das erste seiner Art. Für die Aufstellung von Verbänden in größerem Umfang sollte jedoch laut einer Richtlinie des Generalquartiermeisters im Generalstab des Heeres vom 15. November 1941 auf Erfahrungen der Abteilung Abwehr II heranzuziehen. Die Abwehr II verfügte bereits über umfangreiche Erfahrungen in der Aufstellung nicht-russischer Verbände. Es gab in ihrem Auftrag bereits ein von Major Andreas Mayer-Mader geleitetes Ausbildungsprogramm („Unternehmen Tiger B“) für turkestanische Freiwillige (später Turkestanisches Infanteriebataillon 450) und den von Oberleutnant Theodor Oberländer aufgestellten kaukasischen Sonderverband Bergmann. Das Oberkommando des Heeres (OKH) entschied sich dafür, das turkestanische Modell als Grundstock zur Aufstellung der Ostlegionen zu übernehmen. Das „Unternehmen Tiger B“ wurde am 13. Januar 1942 dem OKH unterstellt und Major Mayer-Mader zum Chef des Ausbildungsstabes ernannt.
Der Auftrag vom 13. Januar 1942 sah zunächst die Bildung von zwei Verbänden aus Kriegsgefangenen im Generalgouvernement vor: Einer Turkestanischen Legion (Karakalpaken, Kasachen, Kirgisen, Turkmenen, Uzbeken, Tadschiken) und einer Kaukasisch-Mohammedanischen Legion (Aserbaidschaner, Nordkaukasier). Ein Befehl vom 8. Februar 1942 bestimmte noch die Aufstellung einer Armenischen Legion und einer Georgischen Legion. Am 2. August 1942 erfolgte noch einmal eine Umstrukturierung. Aus der Kaukasisch-Mohammedanischen Legion (später Aserbaidschanische Legion) wurden die Angehörigen der kaukasischen Bergvölker herausgezogen und zu einer eigenen Nordkaukasischen Legion zusammengefasst. Zusätzlich erging am 15. August 1942 Befehl zur Aufstellung einer Wolgatartarischen Legion. Somit entstanden im Generalgouvernement insgesamt sechs Ostlegionen.
Zur organisatorischen Führung der neuen Verbände war schon am 18. Februar 1942 der „Aufstellungsstab der Ostlegionen“ gebildet worden, der am 23. Januar 1943 offiziell „Kommando der Ostlegionen“ hieß. Dieser Stab hatte seinen Sitz zunächst in Rembertów und ab Sommer 1942 in Radom. Auf den umliegenden Truppenübungsplätzen fand die Aufstellung der Legionen statt, deren Befehlshaber dem Kommandeur der Ostlegionen unterstellt waren. Die Legionen selbst waren bodenständige Dienststellen, die ausgestattet mit einem Stammpersonal für die Personalangelegenheiten der nicht-russischen Kriegsgefangenen sorgten und diese in verstärkte Feldbataillone formierten. Diese Feldbataillone wurden dann einzeln an die Front geschickt. Bis zum Herbst 1942 wurde eine erste Welle von 15 Feldbataillonen aufgestellt. Da bei ihnen große Mängel in Ausrüstung und Ausbildung auftraten, wurde bei der Aufstellung der 2. Welle (21 Feldbataillone) zum Frühjahr 1943 auf eine deutliche Verbesserung hingewirkt. Im Herbst 1943 umfasste die 3. Welle noch einmal 17 Feldbataillone. Die Gesamtzahl von 53 Feldbataillonen, die vom „Kommando der Ostlegionen“ in Polen aufgestellt worden waren, bedeuteten eine Verstärkung des deutschen Ostheeres um 53.000 Mann. Zusätzlich entstanden 1943 aus den untauglicheren Kriegsgefangenen vier „Turk-Arbeits-Bataillone“ und ein „Turk-Arbeits-Ersatz-Bataillon“, die wiederum zu einem eigenen Arbeitsverband zusammengefasst wurden.
Die Literatur nennt ab Mitte Juni 1943 Ernst Köstring zunächst als Inspekteur der deutsch kommandierten Turkvolk-Verbände (Turkistanische Legion) und übernahm mit der Verschmelzung mit dem General der Osttruppen zum General der Freiwilligen-Verbände ab 1. Januar 1944 diese Dienststelle. Am 4. Mai 1945 verlor er diesen Posten durch Gefangennahme im Westen.

### Ärmelabzeichen der Ostlegionen

Turkistanische Legion
Aserbaidschanische Legion
Nordkaukasische Legion
Georgische Legion
Armenische Legion
Wolgatartarische Legion

### Ostlegionen in der Ukraine
Während sich das Kommando der Ostlegionen in Radom vor allem um nicht-russische Kriegsgefangene aus den Bereichen der Heeresgruppen Nord und Mitte kümmerte, war der Bereich der Heeresgruppe Süd zunächst ausgenommen. Die etwa 7000 nicht-russischen Gefangenen wurden von der 11. Armee auf der Krim verwaltet, welche vorhatte, sie in Bau-Kompanien zu organisieren. Die Quartiermeister-Abteilung im OKH sah darin allerdings eine Verschwendung und wünschte, auch diese Gefangenen zu Kampfverbänden zu formieren. Da der Schwerpunkt der für 1942 geplanten Offensive (→ Fall Blau) ebenfalls im Süden der Ostfront liegen sollte, rechnete das OKH mit einer sehr großen Anzahl weiterer nicht-russischer Gefangener in diesem Bereich und bedachte das logistische Problem, diese Gefangenen erst nach Radom zu transportieren und die aus ihnen formierten Einheiten wiederum an die Front. Es entschloss sich deshalb für die Aufstellung der neuen Verbände eine zweite Kommandostelle im Bereich der Heeresgruppe Süd selbst zu schaffen.

## Verbleib nach dem Krieg
Der größte Teil der Legionäre ließ sich nach 1945 im Raum München nieder und wurde von der bayerischen Verwaltung bzw. späteren Staatsregierung finanziert und als sogenannte „Vertriebene“ mit dauerhaften Papieren versehen. Um einer Verurteilung als Kollaborateure zu entgehen, kehrten sie nicht in die Sowjetunion zurück. Im weiteren Verlauf konkurrierten CIA (Bayern gehörte zur amerikanischen Besatzungszone) und Staatsregierung um den Einfluss auf die Gruppe und unterstützten je verschiedene, sich religiös gebende Fraktionen der Kämpfer. Die Vorgänge werden in den Jahren seit 2000 von verschiedenen Autoren intensiv erforscht und dargestellt.